# Selago atherstonei
Selago atherstonei är en flenörtsväxtart som beskrevs av Robert Allen Rolfe. Selago atherstonei ingår i släktet Selago och familjen flenörtsväxter. Inga underarter finns listade i Catalogue of Life.